# Joaquín Garrigós Bueno
Joaquín Garrigós Bueno (Orihuela, 1942-2024) es un traductor español, licenciado en Filología Hispánica y en Derecho, exdirector del Instituto Cervantes en la capital rumana, Bucarest.
Garrigós Bueno es uno de los traductores más relevantes de la lengua rumana al español. Como difusor de la literatura rumana en el extranjero, recibió la Orden del Mérito Cultural de la Presidencia Rumana en 2004 y el doctorado honoris causa por la Universidad Vasile Goldis, de Arad (Rumania). Entre los autores que ha traducido constan algunos fundamentales de este país, como Emil Cioran, Norman Manea, Camil Petrescu y, sobre todo, Mircea Eliade; su dedicación en la difusión de la obra de este autor ha sido reconocida con la Medalla Conmemorativa "Mircea Eliade" de la Presidencia Rumana.
En 2019 fue galardonado con el III Premio Complutense de Traducción "José Gómez Hermosilla" por su dilatada trayectoria en el campo de la traducción literaria.